# 菩萨顶
菩萨顶，又称大文殊院、真容院、敕改建大文殊寺、大文殊寺，位于山西省忻州市五台山风景名胜区台怀镇的灵鹫峰上，为五台山最大的藏传佛教黄教寺院。汉族地区佛教全国重点寺院之一。菩萨顶已列为全国重点文物保护单位。

## 菩萨顶

### 历史
该寺建於北魏孝文帝时期，称“大文殊院”。唐太宗貞觀五年（631年），法云法师重建，为“真容院”。北宋景德年间，宋真宗敕建并设文殊像并赐额“奉真阁”。明永乐年间，改名为“敕改建大文殊寺”。明朝以降，沿称“大文殊寺”。清朝顺治十三年（1656年），改为藏传佛教喇嘛庙。康熙皇帝赐菩萨顶大咧嘛提督印，并命山西全省包括山西巡抚、大同总兵、代州道台一并向其进贡。清朝皇帝、王公、喇嘛每逢朝礼五台，一般都住该寺。康熙二十二年（1683年）改覆本寺大殿琉璃黄瓦、并设军队保护，其地位凸显尊贵。

### 建筑
菩萨顶沿中轴线自北向南，依次为天王殿、大雄宝殿、文殊殿等。
大照壁上行，为108级石台阶层，十分陡峻。牌楼中门为康熙皇帝御题“灵峰胜境”。
大雄宝殿面阔三间，为单檐歇山顶，屋顶覆黄色琉璃瓦，殿内供奉释迦牟尼、阿弥陀佛、药师佛三佛。
文殊菩萨大殿院前有石牌坊，石壁上有康熙皇帝御笔“五台圣境”四字。
大雄宝殿东侧为御碑院，院内有两座碑亭，内有乾隆御碑，高5米，四面分别用满、藏、汉、蒙四种文字，内容为七言律诗。
此外，该寺还藏有《甘珠尔》一部。

## 菩萨顶行宫
菩萨顶行宫，又称台怀行宫，是清朝皇帝巡幸五台山时的重要一站。例如嘉庆十六年（1811年）三月十八日，嘉庆帝自京城启銮，恭谒西陵，并且巡幸五台山。嘉庆帝沿途经黄新庄行宫、半壁店行宫、秋澜行宫、梁格庄行宫，于嘉庆十六年三月二十二日至泰陵，行礼躬奠。后经东北溪御营、王快镇御营、法华村御营、大教场行宫、台麓寺行宫、白云寺行宫，于嘉庆十六年闰三月三十日抵达台怀镇，驻跸菩萨顶行宫。
《山西通志·巡幸记》卷八二记载，乾隆二十六年（1761年）二月，“上谕，从前二次巡幸五台，帐殿周庐，随常顿宿（前二次住于菩萨顶大营）。今春巡抚鄂弼于菩萨顶侧建盖行宫，并台麓寺旁添设坐起数楹，以备安憩。虽臣子之情，各尽其诚，而询其工料所费，乃出自伊等养廉，夫朕既不许派累百姓，而各官养廉原为办理公务及薪水之资。今以捐建行宫，则甚不可。著于存公顷内拨赏银二万两，以供鸠工饬材之用。”由此可见，台麓寺行宫、菩萨顶行宫均是山西巡抚鄂弼于乾隆二十六年（1687年）春为皇帝巡台而建。乾隆四十六年（1781年）三月，乾隆帝御制《题恒春堂》诗曰：“台怀毎幸必于春，恒驻斯堂有宿因。六字真言听梵呗，一天皎日照嶙峋。前堂召对非无事，大吏咨诹总为民。岁羙风淳率完赋，祗蠲少许沛恩纶。”《题清凝斋》诗曰：“寝室曰清凝，旧斋居以仍。无过停倌宿，已觉未相应．信弗民劳力，微嫌吏逞能．精蓝雅可望，后苑底须增。凝碧亦曲沼，清寒自迥陵。五言聊志愧，未豫戒之曾。”可见菩萨顶行宫有清凝斋、议事厅、寝殿、后苑、曲沼等建筑。李相之《五台山游记》记载，五台山有座皇城，“传言此是前清皇帝一上山时”驻跸之处。皇城大门名为“五朝门”，上题“皇城”两字；门外有汉白玉牌楼三楹、汉白玉石狮一对，以及御路、御桥等，门内“有东西朝房各九间，是旧日皇上上山时，随从文武官员，朝见候旨的地方，再往里走，即五大殿，曰中和殿，曰保和殿，曰太和殿，东西两边又有文华殿、武英殿，东有东华门，西有西华门，门东北方面，又有养鱼池、看花楼，西北方是台榭煤山。意想当年皇城里边，楼台殿阁，勾心斗角，不知如何华丽。”可见菩萨顶行宫是五台山的皇城。《山西通志·巡幸记》记载，乾隆五十一年（1786年）二月，乾隆帝赏给银八万两，作为五台黏补行宫，搭建桥梁、道路的费用；乾隆五十七年（1792年）三月，乾隆帝一至五台，赏给修理庙宇行宫银二万两。后来清朝皇帝没有再来。

## 保护
2006年5月25日，菩萨顶作为五台山古建筑群的子项，与第二批全国重点文物保护单位显通寺合并。